# Port lotniczy Suavanao
Port lotniczy Suavanao (IATA: VAO, ICAO: AGGV) – port lotniczy położony na wyspie Santa Isabel (Wyspy Salomona).